# Jacques Lipchitz

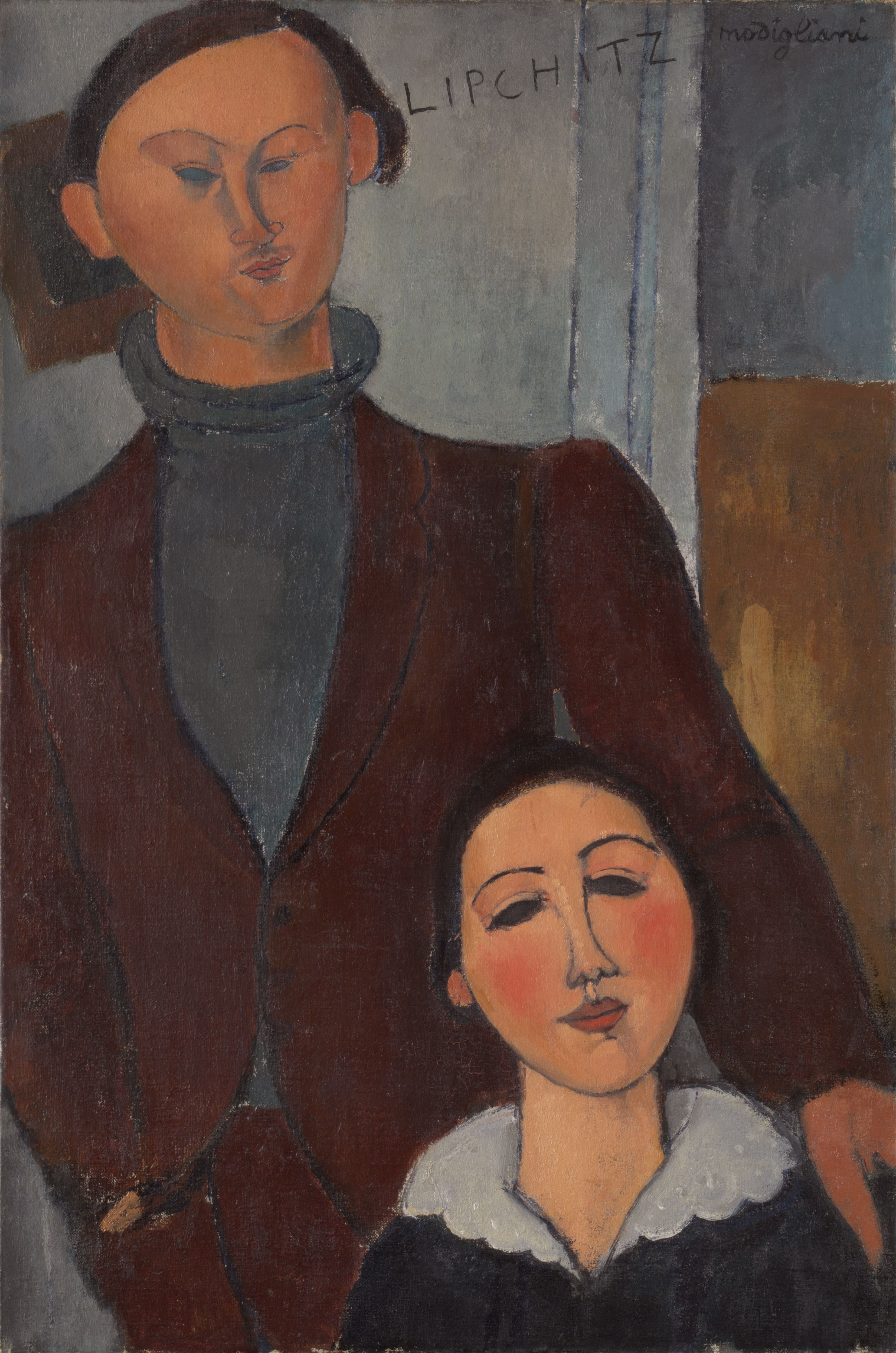
Amedeo Modigliani: Jacques Lipchitz und seine Frau Berthe, 1917, The Art Institute of Chicago

Jacques Lipchitz, eigentlich Chaim Jakoff Lipschitz, (* 10. Augustjul. / 22. August 1891greg. in Druskininkai, Russisches Kaiserreich, heute Litauen; † 16. Mai 1973 auf Capri) war ein bedeutender französisch-amerikanischer Bildhauer des 20. Jahrhunderts.

## Leben
Lipchitz zog nach Abschluss der Handelsschule mit Hilfe seiner Mutter 1909 nach Paris, wo er an der École nationale supérieure des beaux-arts und an der Académie Julian studierte. In Paris lernte er Georges Braque, Juan Gris und Pablo Picasso kennen. Ab 1912 stellte er regelmäßig im Salon d’Automne und im Salon National des Beaux-Arts aus. 1915 lernte er Berthe Kitrosser kennen, die er später heiratete. Im Jahr 1924 erhielt er die französische Staatsbürgerschaft und zog im darauf folgenden Jahr nach Boulogne-sur-Seine.
Unter den Emigranten, denen 1941 die Flucht aus dem Vichy-Regime Frankreichs gelang, waren Intellektuelle und Künstler, beispielsweise neben Lipchitz, der jüdischer Abstammung war, Marc Chagall und Max Ernst. Die Flucht wurde ermöglicht durch den amerikanischen Journalisten Varian Fry, der in Marseille ein Hilfskomitee, das Emergency Rescue Committee, leitete, um Flüchtlingen die Ausreise zu ermöglichen. Lipchitz ließ sich in New York nieder und mietete ein Atelier in 2 East 23rd Street.
1946 folgte ein mehrmonatiger Aufenthalt in Paris; seine Frau Berthe entschloss sich, dort zu bleiben, worauf die Scheidung erfolgte. 1948 arbeitete Lipchitz gemeinsam mit dem Architekten Philip Johnson an der dachlosen Kirche in New Harmony, Indiana. Er gestaltete eines der Tore der Kirche, die in das Kirchenschiff führen. Im selben Jahr erhielt er die amerikanische Staatsbürgerschaft und heiratete seine zweite Frau, die Bildhauerin Yulla Halberstadt; sein einziges Kind, Lolya Rachel, wurde geboren. 1949 zog Lipchitz nach Hastings-on-Hudson, New York. 1960 wurde er in die American Academy of Arts and Sciences und 1961 in die American Academy of Arts and Letters gewählt. 1963 besuchte Lipchitz das erste Mal Israel und war von 1964 bis 1966 jährlich an Ausstellungen in der Marlbourough-Gerson Gallery in New York vertreten. 1973 wurde er als auswärtiges Mitglied in die Académie des Beaux-Arts aufgenommen.
Lipchitz wurde auf dem Har HaMenuchot in Jerusalem beerdigt.

## Werk

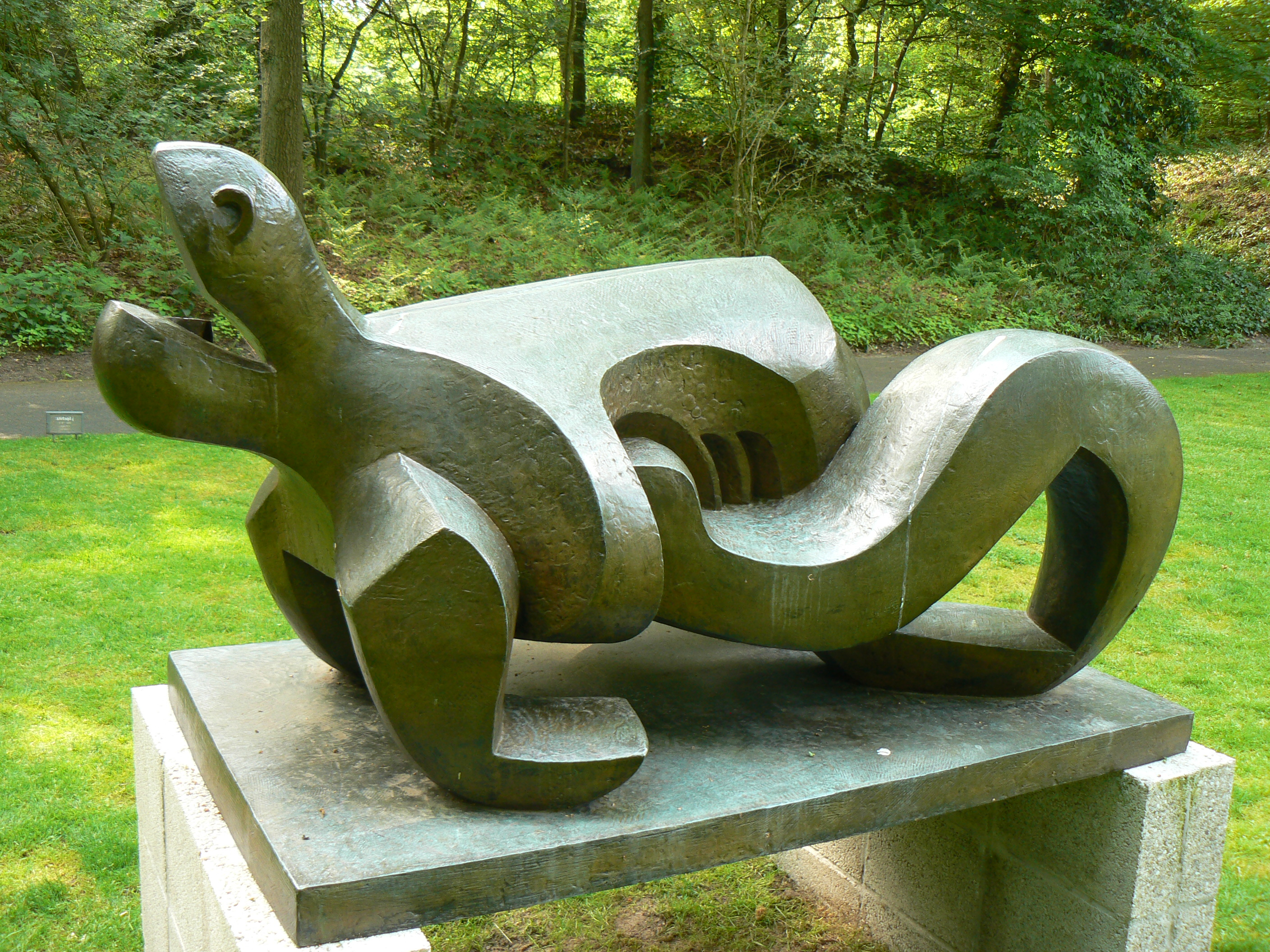
Le cri (1928–1929), Skulpturenpark am Kröller-Müller-Museum in Otterlo

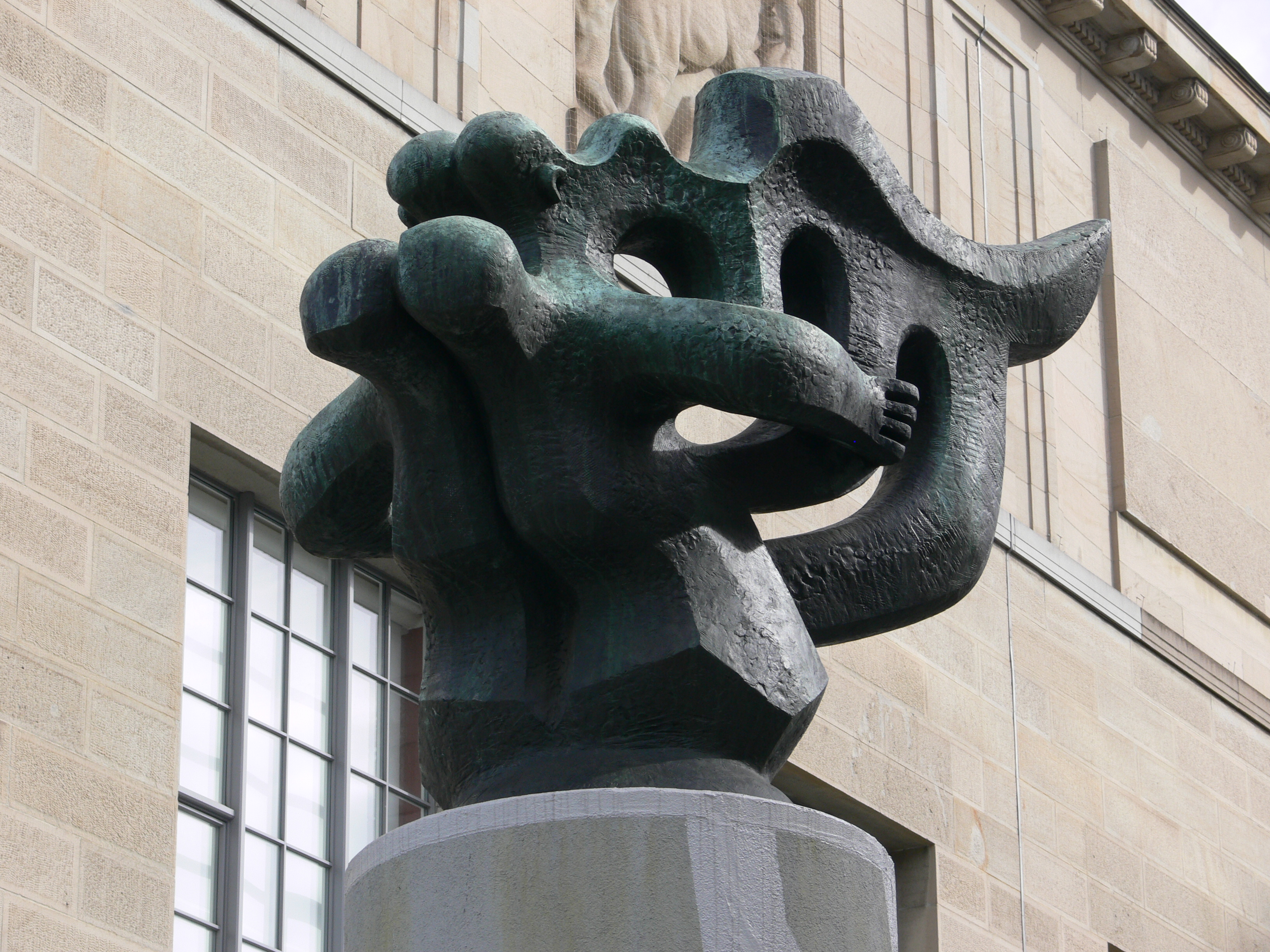
Le chant des voyelles, deutsch: Vokalgesang, 1931/1932, Geschenk von Hélène de Mandrot 1948, bis 2020 auf dem Vorplatz des Kunsthaus Zürich beim Heimplatz aufgestellt

1913 entstanden – beeinflusst durch Pablo Picasso und durch die Freundschaft mit dem mexikanischen Künstler Diego Rivera – erste kubistische Werke, die er aber noch in der Frontalansicht gestaltete. 1915 gelang es ihm, die Gleichzeitigkeit der Ansichten, die allseitige Öffnung gegenüber dem Raum und den neuen Aufbau aus selbstständigen Formkomplexen zu gestalten.
1919 änderte sich sein Stil, die Arbeiten enthielten eine größere Unruhe oder Zick-Zack-Linien. In den 1920er Jahren näherte sich Lipchitz organischen, weich geschwungenen Formen an, die an idolhafte Monumente erinnern und sich zu bewegten barocken Gebilden weiterentwickelten.
Jacques Lipchitz war 1952 Teilnehmer an der 26. Biennale von Venedig und der documenta II (1959) sowie der documenta III im Jahr 1964 in Kassel.
Er veröffentlichte essayistische Erinnerungen an Amedeo Modigliani.

## Ausstellungen
- 1920: Galerie l’Effort Moderne, Paris (Einzelausstellung)
- 1930: Galerie de la Renaissance, Paris (Retrospektive)
- 1935: Brummer Gallery, New York
- 2014: Jacques Lipchitz. Zeichnungen 1910-1972. Eine Schenkung aus dem Nachlass., Pinakothek der Moderne, München[5]
- 2014: Jacques Lipchitz Retrospettiva, Casa Rusca Locarno, Schweiz
- 2016: Life in Sculpture. Jacques Lipchitz, Vilna Gaon Jewish State Museum, Vilnius
- 2017: Jacques Lipchitz. Sieben Skulpturen und Arbeiten auf Papier 1915–1968. Schenkung der Jacques und Yulla Lipchitz Foundation. Museum Kunstpalast, Düsseldorf[6]

## Werke
- 1916: Personnage debout (Stehende Figur), Kalkstein, 108 × 23,2 × 20,3 cm, Solomon R. Guggenheim Museum, New York
- 1917–18: Marin à la guitar (Seemann mit Gitarre), Kalkstein, 90 × 382 × 34 cm, Centre Georges Pompidou, Musée National d’Art Moderne, Paris
- 1933: David and Goliath (Skulptur), Museum Kunstpalast, Düsseldorf